# Автомагистрала D1 (Чехия)
Автомагистрала D1 (на чешки: Dálnice D1), Бърненска автомагистрала (на чешки: Brněnská dálnice) е чешки магистрален автомобилен път, който свързва Прага с източните региони на Чехия. Планираната дължина е 376,5 km, от които са построени 352,5 km построени, а другите 24 km са в процес на подготовка за строителство. Завършването на строителството е планирано за 2020 г.

## История
Историята на пътя започва още през 30-те години на 20 век. Първият проект се появява през 1935 г. и е наречен „Национален път Пилзен—Кошице“. Алтернативен проект предлага два (северен и южен) пътя по маршрута Хеб—Кошице с продължение до Хуст. Нито един от тези проекти не получава официална подкрепа и не е реализиран. По-голям успех има този на Ян Антонин Батя, който със собствени средства създава проект за път Хеб—Велики Бичков. След като Чехословакия губи част от територията си в резултат на Мюнхенското споразумение, проектът е преработен и през януари 1939 г. започва строителството на участък в Злинския край, а през май – на участъка Прага—Хумполец. По време на немската окупация, проектът претърпява незначителни промени и строителството продължава до 1942 г., когато е спряно. То е възобновено след края на войната през 1945 г., но отново е прекратено след февруарския преврат през 1948 г.
Решение за възобновяване на строителството е прието през 1963 г. и работата продължава през 1967 г. Първият участък Прага—Мирошовице е открит през 1971 г., а през 1980 г. е готова цялата основна част от Прага до Бърно. Пътят от Прага на запад е наречен автомагистрала D5. До 1992 г. е построен следващия участък Бърно—Вишков, след което строителството е забавено.
Първоначално е планирано продължение на пътя до град Кошице и дори е построен участъка Прешов—Кошице и други редица обекти на територията на Словакия, но разпадането на Чехословакия внася промени в цялостния проект. През 1996 г. е решено, че трасето на пътя ще продължи на североизток до град Липник над Бечвоу, откъдето към полската граница вече съществува част от магистралата D47.. През 2007 г., вече почти напълно реализиран, проектът D47 става част от D1. Тази част от пътя е завършена през 2012 г. Последен е построен участъка Бохумин—Хожички, който свързва пътя с полската магистрала A1.
Към февруари 2015 г., изграждането на пътя е почти завършено. Непостроен е участъка Ржиковице—Пршеров—Липник над Бечвоу, дълъг 24 km. Изграждането на втората част от този участък започва през юли 2015 г.
През 2013 г. започва и основна реконструкция на пътя между изходи 21 Мирошовице и 182 Кивалка. При реконструкцията всяко пътно платно ще бъде разширено с 50 cm, както и разделителната ивица. Общата ширина на пътя ще бъде увеличина до 28 m. Очакваното време за завършване на цялата реконструкция е 2020 г.

## Маршрут

### Описание на маршрута
Пътят започва в Прага, като продължение на Ходовския радиален пръстен. Заедно с пътя започва и европейски маршрут Е59. Първите 5 km преминават през територията на Прага. От кръстовището със Споржиловската съединителна магистрала пътят е част от европейските маршрути Е55 и Е65.
Следващите 70 km от пътя са по територията на Среднечешкия край.
По-нататък пътят навлиза въвВисочинския край, където заобикаля от северната страна административния център Ихлава. Общата дължина на участъка от пътя, преминаващ през Височинския край е 90 km.